# هجوم دوباره گودزیلا
هجوم دوباره گودزیلا (ژاپنی: ゴジラの逆襲) فیلمی در ژانر کایجو، ترسناک و علمی–تخیلی است که در سال ۱۹۵۵ منتشر شد. از بازیگران آن می‌توان به تاکاشی شیمورا اشاره کرد.